# Samoa na Mistrzostwach Świata w Lekkoatletyce 2019
Samoa na Mistrzostwach Świata w Lekkoatletyce 2019 – reprezentacja Samoa podczas mistrzostw świata w Doha liczyła tylko dwóch zawodników, sprintera Jeremiego Dodsona i dyskobola Alexa Rosa.

## Skład reprezentacji

### Mężczyźni
| Zawodnik      | Konkurencja   | Eliminacje | Eliminacje | Półfinał | Półfinał | Finał | Finał   |
| Zawodnik      | Konkurencja   | Wynik      | Pozycja    | Wynik    | Pozycja  | Wynik | Pozycja |
| ------------- | ------------- | ---------- | ---------- | -------- | -------- | ----- | ------- |
| Jeremy Dodson | Bieg na 200 m | 20,60 s    | 29.        | NQ       | NQ       | NQ    | NQ      |

| Zawodnik  | Konkurencja  | Kwalifikacje | Kwalifikacje | Finał | Finał   |
| Zawodnik  | Konkurencja  | Wynik        | Pozycja      | Wynik | Pozycja |
| --------- | ------------ | ------------ | ------------ | ----- | ------- |
| Alex Rose | rzut dyskiem | 61,80 m      | 21.          | NQ    | NQ      |